# Бенгази
Бенгази (на арабски: بنغازي) е пристанищен град и област в североизточната част на Либия. Населението на града възлиза на 650 629 души.

## История
Градът възниква през 7 век пр. Хр. като гръцка колония под името Хесперидес. Сегашното му название произхожда от името на мюсюлманския светец Бен Гази До.
Сегашното име Benghazi идва от името на религиозния благодетел награда Ghazi или „Sidi Ghazi“
, както местните са го наричали. Той умира през 1450 г. Градът е преименуван „Bani Ghazi“, което значи син или потомък на Ghazi. Войник който преживява важна война или сблъсък придобива това име. Ghazi означава ветеран от ислямската култура. Д. Радулов
До държавния преврат ръководен от Муамар Кадафи през 1969 година, там е бил кралският дворец. През 1986 г. градът е бомбардиран от американската авиация поради предполагаемата подкрепа на либийското правителство на тероризма.

## Съвремие
В днешни дни Бенгази е вторият по големина град на Либия и център на областта Киренайка.
Основният поминък на населението на Бенгази е преработката на селскостопанска продукция и риболовът.
Бенгази е университетски град.
В края на 1999 в детската болница е Бенгази е установена HIV инфекция, с която са заразени около 400 пациенти. Либия обвинява за това български медици и един палестински лекар. Те са арестувани и осъдени на смърт. На 24 юли 2007 г., с помощта на френската първа дама Сесилия Саркози и комисарят по външните връзки на ЕС – Бенита Фереро-Валднер, петте български медицински сестри и палестинският лекар се завръщат в София на борда на френски правителствен самолет. Техните смъртни присъди са заменени с доживотен затвор, но при пристигането си в България са помилвани от президента Георги Първанов.